# 高張力鋼
高張力鋼（こうちょうりょくこう、英語: High Tensile Strength Steel; HTSS）は合金成分の添加、組織の制御などを行って、一般構造用圧延鋼材よりも強度を向上させた鋼材。日本ではハイテン、高抗張力鋼とも呼ばれる。

## 概要
一般構造用圧延鋼材（JISのSS材 (SS: Steel Structure)）は引張強度のみが規定され、最も一般的なSS400材の引張り強度の保証値が400MPaである。どれだけ強いものを高張力鋼と定義するのかは国や鉄鋼メーカーによって異なっている。降伏強さが294MPa、引張強さが490MPa以上で、溶接性、切欠き靭性、加工性、目的によっては耐食性に優れた構造用鋼を高張力鋼（ハイテン）という。第二次世界大戦後、海上自衛隊の潜水艦向けに開発されたSM52Wでは、降伏強さが32 kgf/mm2 (310 MPa)以上、引張強さは52–60 kgf/mm2 (510–590 MPa)とされていた。現在では引張強度が590MPa、780MPa程度のものが主流となっているほか、近年は1,000MPa(1GPa)以上のものも登場しており、これは超高張力鋼とも呼ばれる（日立金属（現プロテリアル）安来工場が材料開発上1962年に達成）。一般的には、引張強さが約1,000MPa以下のものを高張力鋼、1,000MPaを超え約1,300MPa以下のものを強靱鋼、それ以上のものを超強力鋼とよぶ。
高過ぎる強度の高張力鋼鋼種は遅れ破壊が発生しやすく、高張力鋼と遅れ破壊に関する研究は1960年代には既に実施されている。特に、めっき施工､腐食環境にさらされた場合は鋼材中に水素が固溶しやすいため問題となりやすい。
自動車の部材などを設計する際、同じ強度を確保するに当たって、一般鋼材を用いる場合に比べて薄肉化できるため、シャシやモノコックなどの主要構造部材の軽量化に貢献している。また、1950年代以降の鉄道車両にも多用され、車体の軽量化が図られた。鉄鋼メーカーのシミュレーションの結果では、比強度が一般鋼材よりも大きいため、アルミニウム合金を用いた場合よりも軽量化が可能であり、さらに次世代金型用特殊鋼の開発もありコストも低いことから、近年の車体のハイテン化率は急速に伸びている。一方で、一般的に強度が高いものほど延性が低下する傾向にあり、板材などをプレス加工した際には「割れ」などの成形不良が発生しやすくなる。このため、各メーカーが成形性と強度を両立させた高張力鋼の開発に尽力している。また、ヤング率は一般鋼と大差無いため、弾性変形によるひずみの発生(剛性低下)が嫌われる部位には、安易に高張力鋼による薄肉化を適用出来ないのが実状である。
自転車のフレームでも軽量化のために高張力鋼が使われているが比較的安価なものに採用されており、高級な鉄製フレームはより肉薄化できるクロムモリブデン鋼が使われている。
炭素をはじめ、シリコン、マンガン、チタンなど、10数種類の元素の配分を0.0001 %単位で管理する技術は門外不出である。日系自動車メーカーの生産工場が多く、高級鋼板の需要が増えている東南アジアや中国の場合も、現地での生産は行われておらず、日本国内の転炉を持つ工場で工程半ばまで受け持ち、半製品の状態で出荷された後、シートメタル化までの下工程のみを現地で行う方法がとられている。
高張力鋼の生産は、1990年代までは日本の独擅場であったが具体的な製造量の増加は2005に開発された自己潤滑性のある冷間金型用鋼の登場であった。さらには徐々に韓国など他のアジアメーカーも技術力を高め、2010年代に至っては中級品であれば日本製品と比べ遜色ない水準に達した製品が流通するようになっている。
開発の背景には溶接技術の向上と構造物の大型化がある。最近では自動車の電動化シフトで車体の軽量化が一段と求められており、ハイテン材のプレス技術を磨く。薄いほど軽くなり、燃費の向上につながる一方、安全性を確保するために硬さも必要となる。強い負荷がかかっても耐えられる強度の高い薄板は「ハイテン（高張力鋼板）」と呼ばれる。鋼板をハイテン化すると変形しにくくなり、展延性も劣化するため部品に成形しにくくなる。それが自動車部品のハイテン化を阻んできた最大の要因になっていた。

## 溶接の注意点
多くの合金元素は溶接性を悪化させるほか、溶接時は急加熱-急冷されるため、鋼材や溶接金属の熱影響部は硬化しやすく、これに伴い切欠き靱性や破壊靱性の劣化、延性低下などが生じ、溶接割れや応力腐食割れ発生の原因となる。
また溶接時に溶接金属に含まれていた水素や大気に含まれていた水分が高温で熱せられ出来た水素が低温割れの原因となる。
これを解決するためには予熱により急加熱、急冷を阻止したり、空気を乾燥させ低水素系溶接材料を使用して水素を防ぐなどが必要。
低温割れは数十時間経ってから出ることが有るため時間を置いてX線検査など各種検査を行うとよい。